# ラモン・バランゲー3世
ラモン・バランゲー3世（カタルーニャ語：Ramon Berenguer III, 1082年11月11日 - 1131年1月23日/7月19日）は、バルセロナ伯、ジローナ伯およびウゾーナ伯（在位：1086年 - 1131年、単独統治は1097年より）、バザルー伯（1111年 - 1131年）、サルダーニャ伯（1117年 - 1131年）。また、妻の権利により1112年よりプロヴァンス伯（レーモン・ベランジェ1世）となった。大伯（el Gran）とよばれる。

## 生涯
ラモン・バランゲー3世はバルセロナ伯ラモン・バランゲー2世の息子として、1082年11月11日にロデーズで生まれた。1086年に叔父バランゲー・ラモン2世とともに父の跡を継いでバルセロナ伯となった。1097年に叔父バランゲー・ラモン2世が亡命を余儀なくされ、ラモン・バランゲー3世の単独統治となった。
1102年にムラービト朝による領内への襲撃が増加したため、ラモン・バランゲーはウルジェイ伯アルメンゴル5世の支援を受け反撃を行ったが、モレルッサの戦いで敗北し、アルメンゴル5世は殺された。
彼の治世中、カタルーニャの勢力はピレネー山脈の両側にまで拡大された。結婚や封建的主従関係により、ラモン・バランゲーはほぼすべてのカタルーニャの伯領（ウルジェイとペララーダを除く）を自領に取り込んだ。ラモン・バランゲーはバザルー（1111年）およびサルダーニャ（1117年）を相続し、ドゥース1世との結婚によりプロヴァンス伯領（1112年）を手に入れた。その後、ラモン・バランゲーの領土は東はニースまで広がった。
ラモン・バランゲーはウルジェイ伯と同盟を結び、バルバストロおよびバラゲーを征服した。またイタリアの海沿いの共和国であるピサおよびジェノヴァとも関係を築き、1114年および1115年にピサとともに当時ムスリム領であったマジョルカ島とイビサ島を攻撃した。それらは属国となり、そこにいた多くのキリスト教徒の奴隷の身分が回復され解放された。また、ラモン・バランゲーはピサの支援を受け、バレンシア、リェイダ、トルトサなどのイスラム属国の本土を攻撃した。1116年、ラモン・バランゲーはローマに向かい、タラゴナを解放するための十字軍をローマ教皇パスカリス2世に請願した。1118年までにラモン・バランゲーはタラゴナを攻略し再建を行い、タラゴナはカタルーニャの首都大司教座となった。
1127年、ラモン・バランゲーはジェノヴァとの間で通商条約を結んだ。1130年7月14日に、ラモン・バランゲーは人生の終わりに向けて、テンプル騎士団の準メンバーとなった。ラモン・バランゲーはカタルーニャの5つの伯領を長男ラモン・バランゲー4世に、プロヴァンスを次男のバランゲー・ラモンに譲った。
ラモン・バランゲーは1131年の1月23日または7月19日に死去し、サンタ・マリア・デ・リポイ修道院に埋葬された。

## 結婚と子女
ラモン・バランゲー3世の最初の妃は、エル・シッドの次女マリア・ロドリゲス・デ・ビバール（1105年頃没）である。2人の間には1子が生まれた。
- マリア - バザルー伯ベルナト3世（1111年没）と結婚

2番目の妃アルモディスとの間に子供はいなかった。
3度目に、プロヴァンス伯領の女子相続人ドゥース（1127年頃没）と結婚した。2人の間には少なくとも7人の子女が生まれた。
- ラモン・バランゲー4世（1113/4年 - 1162年） - バルセロナ伯。アラゴン王ラミロ2世の娘ペトロニラと結婚した[1]。
- バランゲー・ラモン（1115年頃 - 1144年）[1] - プロヴァンス伯
- ベルナト（1117年） - 早世
- ベレンゲラ（1116年 - 1149年） - カスティーリャ王アルフォンソ7世と結婚[9]
- ヒメナ（1117年 - 1136年） - Eixemenaの名で知られる。フォワ伯ロジェ3世と結婚[9]。
- エステファニア（1118年 - 1131年） - ビゴール伯セントゥル2世と結婚
- アルモディス（1126年 - 1164年） - バス子爵ポンス・デ・サルベラと結婚。2人の娘アガルブルサはアルボレア王バリソーネ2世と結婚した。